# Парагоминас (микрорегион)

Парагоминас на карте.

Парагоминас (порт. Microrregião de Paragominas) — микрорегион в Бразилии, входит в штат Пара. Составная часть мезорегиона Юго-восток штата Пара. Население составляет 291 957 человек (на 2010 год). Площадь — 48 400,613 км². Плотность населения — 6,03 чел./км².

## Демография
Согласно сведениям, собранным в ходе переписи 2010 г. Национальным институтом географии и статистики (IBGE), население микрорегиона составляет:
| Полное население                             | Полное население                             | Полное население                             | Полное население                             | 291 957 |
| -------------------------------------------- | -------------------------------------------- | -------------------------------------------- | -------------------------------------------- | ------- |
| в том числе:                                 | Городское население                          | 207 522                                      | Процент городского населения, %              | 71,08   |
|                                              | Сельское население                           | 84 435                                       | Процент сельского населения, %               | 28,92   |
|                                              | Мужское население                            | 149 708                                      | Процент мужского населения, %                | 51,28   |
|                                              | Женское население                            | 142 249                                      | Процент женского населения, %                | 48,72   |
| Плотность населения, чел/км²                 | Плотность населения, чел/км²                 | Плотность населения, чел/км²                 | Плотность населения, чел/км²                 | 6,03    |
| Население микрорегиона в % к населению штата | Население микрорегиона в % к населению штата | Население микрорегиона в % к населению штата | Население микрорегиона в % к населению штата | 3,85    |

## Статистика
- Валовой внутренний продукт на 2003 год составляет 1 336 300 340,00 реалов (данные: Бразильский институт географии и статистики).
- Валовой внутренний продукт на душу населения на 2003 год составляет 5486,19 реалов (данные: Бразильский институт географии и статистики).
- Индекс развития человеческого потенциала на 2000 год составляет 0,678 (данные: Программа развития ООН).

## Состав микрорегиона
В составе микрорегиона включены следующие муниципалитеты:
1. Абел-Фигейреду
2. Бон-Жезус-ду-Токантинс
3. Дон-Элизеу
4. Гоянезия-ду-Пара
5. Парагоминас
6. Рондон-ду-Пара
7. Улианополис